# 民事執行法
民事執行法（みんじしっこうほう、昭和54年3月30日法律第4号）は、強制執行、担保権の実行としての競売、財産開示手続などに関する法律で、民事訴訟法に対する特別法である。

## 制定経緯
民事執行法が制定される前は、いわゆる旧民事訴訟法（明治23年法律第29号）の強制執行編に私法上の権利を強制的に実現させるための手続（強制執行手続）に関する規定が盛り込まれていた。しかし、旧民事訴訟法の制定以来、強制執行に関する法制度は抜本的な改正がされていない状態であり、手続上の様々な不備が露見していた。
また、強制執行手続とは別に、民法や商法の規定により競売を要する場合につき、その手続を規定した法律として競売法（明治31年法律第15号）が存在していた。この法律は民法や商法の附属法として立法されたこともあり、規定の不備が目立つものであった。この点に関しては、競売法に規定する手続はその性質に反しない限り旧民事訴訟法中の強制執行に関する規定が準用されるという判例が出て、その判断に基づき競売法の手続が運用されていたものの、不備があること自体は否めないものであった。
このような事情から、強制執行手続や担保権実行の手続を抜本的に改める目的で1979年（昭和54年）に本法が制定され、旧民事訴訟法の強制執行編に定める手続と競売法に定める手続が統合された。以来、2回の中程度の改正と、2回の大改正を現在まで経てきていている。
それらの改正は、バブル崩壊に伴う不良債権回収を迅速に進めたり、いわゆる競売妨害に対処したりするための手続の整備、扶養請求権に基づく債権執行手続の改善、債務者の財産開示手続に関する手続を整備するための法改正等である。

## 構成
- 第1章 総則（第1条 - 第21条）
- 第2章 強制執行
  - 第1節 総則（第22条 - 第42条）
  - 第2節 金銭の支払を目的とする債権についての強制執行
    - 第1款 不動産に対する強制執行
      - 第1目 通則（第43条・第44条）
      - 第2目 強制競売（第45条 - 第92条）
      - 第3目 強制管理（第93条 - 第111条）

    - 第2款 船舶に対する強制執行（第112条 - 第121条）
    - 第3款 動産に対する強制執行（第122条 - 第142条）
    - 第4款 債権及びその他の財産権に対する強制執行
      - 第1目 債権執行等（第143条 - 第167条）
      - 第2目 少額訴訟債権執行（第167条の2 - 第167条の14）

    - 第5款 扶養義務等に係る金銭債権についての強制執行の特例（第167条の15・第167条の16）

  - 第3節 金銭の支払を目的としない請求権についての強制執行（第168条 - 第169条）
- 第3章 担保権の実行としての競売等（第180条 - 第195条）
- 第4章 債務者の財産状況の調査
  - 第1節 財産開示手続（第196条 - 第203条）
  - 第2節 第三者からの情報取得手続（第204条 - 第211条）
- 第5章 罰則（第212条 - 第215条）
- 附則

## 法が規定する手続

### 強制執行
強制執行は、私法上の請求権を強制的に満足させるために行われる手続であり、請求権の存在や内容を公証する文書（債務名義）に基づき行われる。債務名義の主な例としては、主文に給付請求権が表示された判決書、給付条項がある和解調書、金銭の支払いを目的とする請求についての公正証書などがある。
強制執行の手続は、請求権の内容が様々であるため、請求権の性質により概ね以下のとおり分けられて規定されている。
- 金銭の支払いを目的とする手続
  - 不動産に対する強制執行
    - 強制競売
    - 強制管理

  - 船舶に対する強制執行
  - 動産に対する強制執行
  - 債権その他の財産権に対する強制執行
    - 債権執行
    - 少額訴訟債権執行
- 不動産等の引渡等を目的とする手続
- 動産の引渡を目的とする手続
- 代替執行に関する手続
- 間接強制に関する手続
- 意思表示の擬制に関する手続

このうち、金銭の支払いを目的とする手続については、債務者の財産の換価を伴うことがあるため、強制執行の対象となる財産の種類（不動産、船舶、動産、債権など）によりそれぞれ詳細な手続が置かれている。そのようなこともあり、金銭の支払いを目的とする手続規定が本法の中核をなしている。

#### 執行法上の訴え

##### 請求異議の訴え
請求異議の訴え（35条）は、債務者側の不服解消のための手続である。第一に、債務名義上は、存在するものとして表示されている実体権の存否・内容を訴訟手続によって審理し、その結果、実体権の不存在が明らかになった場合には、判決により債務名義の執行力を排除し、債務名義による強制執行の実施を中止・防止することを目的とする。第二に、裁判以外の債務名義については、その成立の有効性を訴訟手続によって審理する目的でも、請求異議の訴えの利用が許されている。請求異議の訴えは、債務名義自体の執行力の排除を目的とするものであるから、債務名義の成立後であれば、強制執行の開始前であれば提起できる。また、強制執行手続が終了しても、債権者が債務名義に表示された請求全額の満足を受けていない限りは、この訴えを提起することができる。

##### 執行文付与の訴え
執行文付与のうち、条件成就執行文（27条1項）・承継執行文（27条2項）については、条件成就や承継関係の存在を示す文書を提出することができず、裁判所書記官・公証人限りでこれを行うことができない場合がある。このような場合に、執行文付与の特別要件の存在を訴訟手続によって確認するものが執行文付与の訴えである（したがって、債務名義上の請求権の存否の判断を行うわけではないことに注意）

##### 執行文付与に対する異議の訴え
条件成就執行文又は承継執行文が付与された場合において、「条件はまだ成就していない」「自分は承継人ではない件について」といった異議を主張して執行を止める（既判力をもって確定される点に意義がある）。
強制執行が「債務名義」「執行文」という二段階のものによって成立することを前提として、それぞれの段階に応じた訴訟類型が用意されている以上、いずれの段階についての異議であるかによって別個の訴訟類型を用いなければならない（最判昭和55年5月1日）。

##### 第三者異議の訴え
第三者異議の訴えは、債務名義の執行力の及ばない第三者の財産または債務名義に表示された責任財産以外の債務者の財産に対して執行がなされ、第三者または債務者の権利が違法に侵害される場合に、これ等の者が、執行対象財産が責任財産に属さないことを主張して、訴訟手続によって執行を排除することを目的とするものである。執行関係訴訟の中でも、最も「実体法的」な要素の濃い訴訟であるといえる債務名義は、責任財産の範囲については何も示しておらず、執行の対象は「外形的事実」を基準として決定されるに過ぎない。
第三者異議の訴えは、特定の財産に対する執行を排除するものであり、この点で、請求異議の訴えや執行文付与に対する異議の訴えが、債務名義に基づく執行の可能性を一般的に排除する性格を持つのとは異なる。

### 担保権の実行としての競売
民法・商法が規定する担保物権である抵当権、先取特権、質権に基づき、担保物権の目的となる財産を強制的に換価することにより被担保債権の満足を図るための手続である（なお、留置権に基づく競売は、後述の換価のための競売として扱われる）。
比較法的には、このような手続の場合にも債務名義を必要とする立法例がある。しかし、日本の場合、前述の競売法が債務名義を要求していなかった沿革もあり、担保権の実行には債務名義は必要とはされていない。もっとも、担保権の種類や換価の対象となる財産の種類に応じて、担保権の存在を証明する方法に関する規定が整備されている。例えば、不動産に設定された抵当権に基づき担保権の実行を申し立てる場合は、担保権の登記がされている不動産登記簿謄本又は登記事項証明書などの提出が要求される。
実際の手続は、財産の換価という点では強制執行手続と変わらないため、強制執行に関する規定のほとんどの規定が準用されている。
- 担保不動産競売
- 担保不動産収益執行
- 船舶の競売
- 動産競売
- 債権及びその他の財産権についての担保権の実行

#### 換価のための競売（形式競売）
民法や商法等の規定に基づく、請求権の実現を目的とせず、財産の換価それ自体を主たる目的とする手続である。例として、共有物分割のための競売、遺産分割のための競売などがある。「形式的競売」ともいう。
法律上、担保権の実行としての競売の例によるとされているが、担保権の実行としての競売に関する規定も強制執行に関する規定のほとんどが準用される結果、手続の進行の基本は強制執行と変わらない。しかし、もっぱら換価を目的とする手続であることに基づく変容がある。

### 財産開示手続
財産開示手続は、強制執行の実効性を確保するために、債務者の財産を把握するための方法として2003年の法改正により新設された手続（施行は2004年）である。
どの財産を強制執行の対象とするかはそもそも債権者が決めることであるが、債務者が執行の対象となりうる財産を持っているか、それがどこにあるかを債権者が把握することは困難な場合がある。そのため、債務者の財産に関する情報を得るために新設されたものである。
具体的には、債務者を裁判所に出頭させ、その財産状況について陳述させ、不明点については裁判官から質問を行うという手続である。
しかし、不出頭や虚偽陳述に対する制裁が高々30万円の過料（刑罰ですらない）に過ぎず、実効性が担保されていないという問題があった。
また、債務名義として支払督促や公正証書しか有していない債権者は制度を利用できないなど、使い勝手にも不足があった。
そこで、2020年4月1日に施行された改正法においては、不出頭等に関する制裁として6ヶ月以下の懲役または50万円以下の罰金という刑事罰が創設された（213条）。同年10月には、新設された罰則による初の書類送検事例が報道された。
また、申立て可能な債務名義の種類の制限が撤廃され、支払督促や公正証書でも、種類を問わず制度が利用可能となった。

### 第三者からの情報取得手続
2020年改正における財産開示手続の強化と合わせ、強制執行手続の実効性を強化するために、「第三者からの情報取得手続」が創設された（204条以下）。本手続は財産開示手続の改正と同様に原則的に2020年4月1日に施行され、一部留保されていた部分も2021年5月1日に全面施行された。
登記所から債務者の所有不動産の情報を取得することができる（205条）ほか、金融機関および振替機関等から債務者の口座情報を得ることができる（207条）。
さらに、債務名義が養育費や婚姻費用の請求権であるか、生命・身体に対する侵害による損害賠償請求権である場合には、全国の市町村や厚生年金を所管する組織（日本年金機構等）から、債務者の給与債権に関する情報（≒勤務先に関する情報）を取得できるようになった（206条）。

## 判決未履行時の欠陥
民事裁判判決後も、法的欠陥で未払による泣き寝入りや殺傷事件がたびたび起きている。具体的な強制執行法の欠陥については、司法判断で債権者勝利が確定しても債務者から強制的に取り立てられない、未払で逃げても 刑事訴訟の罰金又は科料の判決が確定後も完納できない者とは異なって、違反者処罰や労役場留置といった返済労働義務もない債務者天国問題がある。本来の「自力救済の禁止」は司法が正義をなすから、司法判断も経ずに債務取り立てをやってはいけないというはずなのに、民事裁判では判決未払時の労働刑や強制取立支援が無いことで債権者が事実上不可能な債務者側関連全財産の把握調査依頼を別途行わねばならず、踏み倒し(債務不履行)が多発している欠陥がある。そのため、刑事訴訟の罰金や税金未払のように、民事裁判も判決確定後は国家権力が関連財産から徴収代理執行・労役場留置刑を導入すべきと指摘されている。ただし、債務者の生活が破綻となった際には生活保護となることがあり、結局は無関係な国民負担が増大する可能性があるという意見もある。

#### 書籍
- 中西, 正、中島, 弘雅、八田, 卓也『民事執行・民事保全法』（初版）有斐閣、2010 (平成22)。ISBN 978-4-641-17907-3。